# Au voleur (film, 2009)
Pour plus de détails, voir Fiche technique et Distribution.
Au voleur est un film dramatique français réalisé par Sarah Leonor, sorti en 2009.

## Synopsis
Isabelle enseigne et Bruno vole.

## Fiche technique
- Titre : Au voleur
- Titre international : A Real Life
- Réalisation : Sarah Leonor
- Société de production : Les Films Hatari
- Société de distribution : Shellac
- Scénario : Emmanuelle Jacob et Sarah Leonor
- Photographie : Laurent Desmet
- Photographe de Plateau : Léo Mirkine
- Montage : François Quiqueré
- Décors : Brigitte Brassart
- Costumes : Marie Cesari
- Consultant musical : Frank Beauvais
- Genre : drame
- Pays :  France
- Langues de tournage : français - allemand
- Budget : 1 800 000 €
- Format : couleur - Dolby Digital - 1.85:1 - 35 mm
- Date de sortie : 30 septembre 2009

## Distribution
- Guillaume Depardieu : Bruno
- Florence Loiret Caille : Isabelle
- Jacques Nolot : Manu
- Benjamin Wangermee : Martin
- Rabah Nait Oufella : Ali
- Fejria Deliba : Nouria
- Bruno Clairefond : Emir
- Tony Lemaitre : Stepan
- Frédéric Jessua : Peron